# Liste der Baudenkmäler in Coburg/Creidlitz

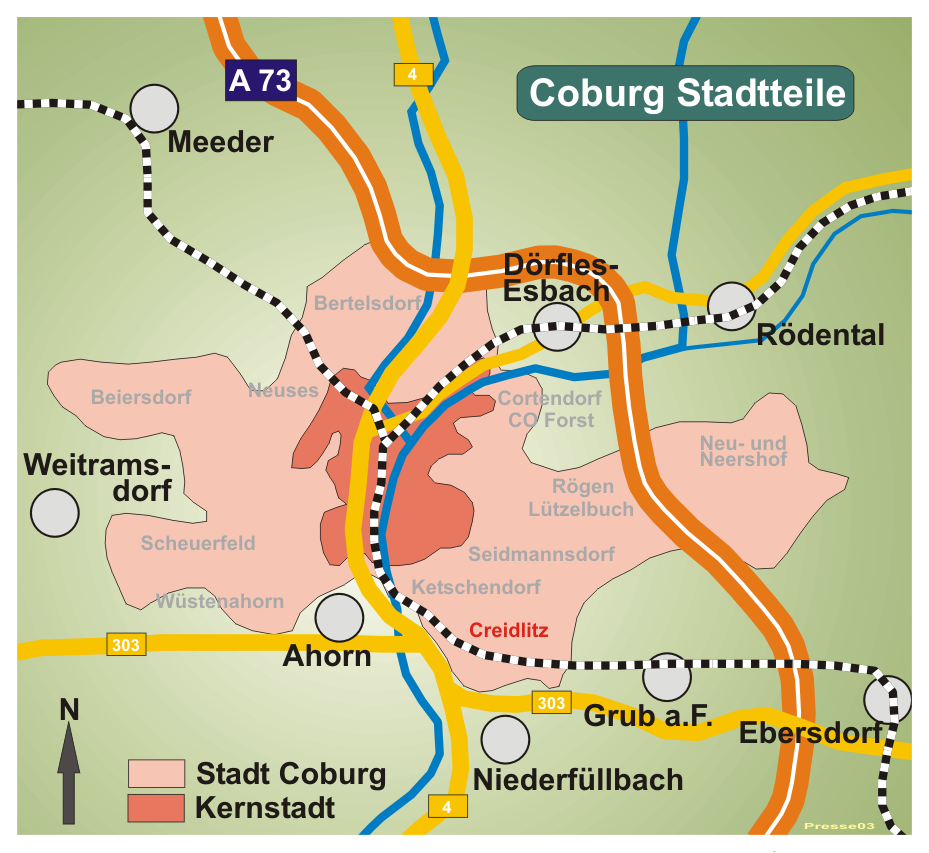
Coburg Stadtteil Creidlitz

Der Coburger Stadtteil Creidlitz liegt südlich der Kernstadt.

## Creidlitz
| Adresse Bezeichnung Akten-Nr.                                                               | Beschreibung | Foto |
| ------------------------------------------------------------------------------------------- | --- | ---- |
| Creidlitzer Straße 91 (Standort) Ehemalige Schmiede D-4-63-000-816                          | Das giebelständige Wohnhaus stammt aus dem 19. Jahrhundert; daneben steht eine ehemalige Schmiede. Das Haus steht an der Einmündung des Florianweges in die Creidlitzer Straße. Es ist ein zweigeschossiger Satteldachbau, der in Fachwerk auf massivem Sockel errichtet ist. Wie bei historischen Bauernhäusern im Coburger Umland häufig, ist das Fachwerk verschiefert. Die Verschieferung ist ornamental bemalt. Das Haus besitzt drei Fensterachsen auf der Giebelseite. Die eingeschossige ehemalige Schmiede schließt sich traufständig an der rechten Flanke an. Die Schmiede besitzt ein Satteldach und einen mit einem vorgezogenen Schleppdach auf Holzständern überdachten Vorplatz, der für das Hufbeschlagen als trockener Unterstand dienlich war. Zum Florianweg hin, im östlichen Teil des Grundstücks, befinden sich eine hohe Scheune, die vermutlich aus dem 19. Jahrhundert stammt, sowie ein eingeschossiger steinerner Anbau zur Straße hin. |      |
| Creidlitzer Straße 97 (Standort) Bauernhaus (abgebrochen)                                   | Das zweigeschossige Bauernhaus aus der ersten Hälfte des 19. Jahrhunderts besaß drei zu vier Fensterachsen und ein Satteldach. Das Fachwerkhaus war rundum verschiefert. Die Fachwerkkonstruktion konnte man durch die Holzstöcke der Fenster und ihre Lage direkt unterhalb der darüber verlaufenden Schwelle erkennen. Das Gebäude wurde Ende 2010 abgebrochen. |      |
| Creidlitzer Straße 134 (Standort) Bahnhof Creidlitz D-4-63-000-818                          | Das Bahnhofsgebäude steht am südlichen Rand von Creidlitz und wurde Ende des 19. Jahrhunderts errichtet. Es steht an der Bahnlinie Eisenach–Lichtenfels. Es ist ein zweigeschossiger Ziegelbau mit einem in Fachwerk ausgeführten Kniestock und Dachgeschoss. Die Fenster werden von mit helleren Ziegeln farblich abgesetzten Stichbögen bekrönt. Unter- und Obergeschoss sind an der Fassade durch eine Gesims mit Deutschem Band und durch ein Brüstungsgesims abgeteilt. Nach Süden ist ein risalitartig vorspringender Anbau mit einem giebelständigen Schopfwalmdach versehen, an den sich mittig noch ein Walmdachanbau anschließt. An der Nordflanke wurde 1906 ein eingeschossiger flacher Satteldachbau angesetzt, der als Warteraum der zweiten und dritten Klasse fungierte. |      |
| Florianweg 3 (Standort) Volksschule Coburg-Creidlitz D-4-63-000-819                         | Das Schulgebäude in Ziegel und Sandstein mit Risaliten mit Treppengiebeln wurde 1903 errichtet. 1903 war die Gemeinde Creidlitz aufgrund der gestiegenen Schülerzahlen in Niederfüllbach gezwungen, die Errichtung einer eigenen Schule für Creidlitz zu beantragen. H. Geiger aus Scherneck reichte einen Entwurf ein und errichtete das Gebäude auch. Das historistische Gebäude ist ein zweigeschossiger Ziegelbau mit wenigen Sandsteingliederungen. Es steht am Anstieg des Florianweges. Talseits ist der Bau dreigegliedert mit einem dreiachsigen Mittelbau mit breiter Schleppgaube sowie zwei Außenrisaliten mit Staffelgiebeln. Der nördliche Risalit besitzt im Obergeschoss zwei Doppelfenster, der südliche ist dreiachsig angelegt. Die Fensterrahmen sind segmentbogig und zweifarbig abgesetzt. In jedem der beiden Giebel befindet sich zwischen Fenstern und Tondi eine romanisierende Doppelarkade aus Sandstein. Die Traufseite besitzt keine Fenster und ist durch Doppelbänder verziert. |      |
| Florianweg 9/11 (Standort) Dr.-Martin-Luther-Kirche D-4-63-000-820                          | Das evangelisch-lutherische Pfarrzentrum mit der Dr.-Martin-Luther-Kirche steht auf einer Anhöhe über dem Dorf Creidlitz. Die Kirche wurde 1955 bis 1956 nach Plänen von Reinhard Claaßen errichtet; das Pfarrhaus von 1962 entwarf Erwin Holzheid. Der Komplex gilt als ein typisches Beispiel für die Anwendung der neuen Prinzipien im evangelischen Kirchenbau, die 1946 bis 1949 durch den Evangelischen Kirchenbautag beschlossen wurden und die sich gegen das vorher gültige sogenannte Eisenacher Regulativ von 1861 wandten. Die Dr.-Martin-Luther-Kirche ist als achteckiger Bau mit Zeltdach und seitwärts angebundenem Turm angelegt und setzt so den konzeptionellen Gedanken des „Gemeindezeltes“ optisch um. Zwischen dem Eingang durch den Turm und der an den Altarraum anschließenden Sakristei bietet ein Pultdach einen wettergeschützten Aufenthaltsraum im Freien. An der westlichen Seite schließt sich der eingeschossige Gemeinderaum mit fünf Fensterachsen an. Ein Fresko von Günther Danco an der fensterlosen Stirnwand im Altarraum stellt den Gnadenstuhl mit den zwölf Aposteln dar; es stammt ebenso wie das „Lutherfenster“ unter der Empore an der Schrägwand aus dem Jahr 1956. Die Orgel der Firma Schmid wurde 1970 eingebaut. 1996 wurden von Norbert Sattler aus Scheuring ein Tauf- und ein Verkündigungsfenster in den Schrägflanken des Altarraums eingesetzt; der Entwurf stammte von Anita Rist-Geiger. Das Pfarrhaus wurde 1962 südlich der Kirche errichtet. Es ist ein zweigeschossiger Walmdachbau. Es beinhaltet Pfarrerwohnung, Pfarrbüro und Mesnerwohnung sowie Jugendräume. 1976 wurde zwischen Kirche und Pfarrhaus ein Kindergartenbau von Grellmann errichtet. |      |
| Hambacher Weg 12 (Standort) Ehemalige Porzellan- und spätere Korbwarenfabrik D-4-63-000-821 | Das Gebäude diente früher als Porzellan- und später als Korbwarenfabrik. Es wurde 1903 als Ziegelbau mit Lisenengliederung errichtet und 1908 von Johannes Köhler erweitert. 1923 erfolgte eine nochmalige Erweiterung. 1938 bis 1940 wurde Umbauten vorgenommen. Das Gebäude steht auf einem Kopfgrundstück zwischen Hambacher Weg, Hängeleite und Rothenhügel. Es wurde 1903 als Porzellanfabrik für Carl Siebert errichtet. Der Baumeister war E. Schneider aus Steinbach-Köppelsdorf. 1904 war ein nördlicher Anbau für die Firma Siebert & Hertwig geplant, wurde jedoch nicht ausgeführt. Für den neuen Besitzer, den Fabrikanten Theodor Gumtau, wurde 1906 westlich des Gebäudes ein Modellschuppen errichtet. Nachdem die Firma Gumtau in Konkurs ging, wurde die Porzellanfabrik durch die Firma Paul Kister & Co. GmbH, einen Hersteller von Kunstporzellanen, übernommen, die durch Johannes Köhler 1908 an der Nordseite einen siebenachsigen Anbau errichten ließ. Bei der Erweiterung 1923, ausgeführt vom Baumeister Willi Bauß aus Creidlitz, wurde an die Südseite ein fünfachsiges Gebäude mit einem zweiten Brennofen gesetzt. Bestehende Gebäudeteile wurden bei der Maßnahme umgebaut; an den Mittelbau wurde ein schmaler Anbau rückwärtig angesetzt. Zwischenzeitlich ungenutzt dem Verfall ausgesetzt, wurde das Gebäude der ehemaligen Porzellanfabrik 1938 durch Franz Müller modernisiert und zu einer Korbwarenfabrik umgestaltet. Bei einem Sturm wurde 1940 das Mansarddach zerstört; es wurde durch ein Walmdach ersetzt. Der Komplex besteht heute aus dem zentralen viergeschossigen Mittelbau von 1903, nördlich davon zwei dreigeschossigen Seitenbauten mit Büroräumen sowie südlich dem aus dem Jahr 1923 stammenden Fabrikationsbereich. Die Bürobauten besitzen kleinere Fenster, die im Erdgeschoss segmentbogig umrahmt sind. Der Fabrikationsbereich besitzt größere, rechteckige Tafelfenster. Seit 2001 wird das Gebäude als Wohn- und Büroraum mischgenutzt. Hofseitig sind Balkone und eine Außentreppe zusätzlich angebracht worden. |      |
| Hahnwiese (Standort) Wasserdurchlass D-4-63-000-1294                                        | Der etwa 18 Meter lange Wasserdurchlass unterquert die Bahnstrecke Eisenach–Lichtenfels (Streckennummer 6311) bei Streckenkilometer 133,950. Er entstand 1858 beim Streckenbau. Der Durchlass ist mit Platten gemauert und hat einen geraden oberen Abschluss. |      |
| Hahnwiese 6 a (Standort) Stellwerk „Cn“ D-4-63-000-1295                                     | Das Stellwerksgebäude steht an der Bahnstrecke Eisenach–Lichtenfels (Streckennummer 6311). Es ist ein expressionistisch gestalteter, zweigeschossiger Sichtziegelbau mit weit auskragendem Walmdach und Erker. Die Planung für das um 1934 entstandene Bauwerk stammt von Martin Steinbrink. |      |